# Halcea, Kaharlîk
Halcea (în ucraineană Халча) este localitatea de reședință a comunei Halcea din raionul Kaharlîk, regiunea Kiev, Ucraina.

## Demografie
Componența lingvistică a localității Halcea
     Ucraineană (99,05%)
     Alte limbi (0,95%)
Conform recensământului din 2001, majoritatea populației localității Halcea era vorbitoare de ucraineană (99,05%), existând în minoritate și vorbitori de alte limbi.

## Legături externe
- pl Chalcza, wioska, powiat kijowski în Dicționarul geografic al Regatului Poloniei și al altor țări slave, volum I (Aa — Dereneczna) anul 1880

- pl Chalcza, wieś nad rzeką tej nazwy, dopływ Lechniczu în Dicționarul geografic al Regatului Poloniei și al altor țări slave, volum XV, p. 1 (Abablewo — Januszowo) 1900